# Yonatan Botta
Yonatan Botta, vollständiger Name Yonatan Botta Olivera, auch als Jonathan Botta geführt (* 6. Dezember 1991 in Pando), ist ein uruguayischer Fußballspieler.
Der 1,80 Meter große Abwehrspieler steht beim uruguayischen Verein Club Atlético Cerro in der Primera División unter Vertrag. Dort kam er in der Clausura der Saison 2011/12 zu drei Erstligaeinsätzen, wobei er zweimal in der Startaufstellung stand. Auch in der Spielzeit 2012/13 stand er nach Vereinsangaben dort im Kader. In den Saisons 2013/14 und 2014/15 wird er als Spieler der Reservemannschaft/Formativas geführt. Bislang (Stand: 13. August 2016) sind keine Daten über weitere Einsätze vorhanden.